# 最低预期回报率
最低预期资本報酬率，又被称作停止投资率。它是在已知一个项目风险以及放弃其他项目的机会成本前提下，投资者或公司愿意接受的这个项目的最低報酬率。 在很多情况下，可以将其视作最低收益率的同义词。
假设投资债券等无风险项目的報酬率是已知的。当分析一个新项目的可行性时，投资者可以使用这个无风险项目的報酬率作为基准收益率。只有在新项目的预期收益率大于等于基准收益率加上风险溢酬时，投资者才会执行这个项目。
停止投资率一般通过评估现存业务的拓展机会，投资報酬率以及其他与经营相关的因素得到。如果投资人认为这个项目有一些别的项目没有的内在风险，他们也可以将风险溢酬加入最低報酬率。为了计算停止投资率，人们常常使用净现值法中的贴现现金流法。停止投资率决定了货币的价值以何种速度随时间下降，这是决定资本项目的投资回收期的重要因素。大多数公司使用百分之十二作为最低预期资本報酬率。这是由于标准普尔500指数的年收益率通常介于8％和11％之间。公司在波动更大市场会使用略高的報酬率，以此抵消风险和吸引投资者。